# Скала-Подільське лісництво
Скала-Подільське лісництво» — територіально-виробнича одиниця ДП «Чортківське лісове господарство» Тернопільського обласного управління лісового та мисливського господарства, підприємство з вирощування лісу, декоративного садивного матеріалу.

## Керівники
- Василь Гайовський — лісничий[1]

## Працівники
- Оксана Капущак — лісокультурниця[1]

## Об'єкти природно-заповідного фонду
На території лісництва знаходиться ? об'єктів природно-заповідного фонду:
- Національний природний парк «Дністровський каньйон» — квартали 52-54, 58-61, 80-83, 90-93